# Günther-Eberhardt Wisliceny
Günther-Eberhardt Wisliceny (ur. 5 września 1912 w Regułówce (niem. Regulowken, obecnie część Możdżan; zm. 25 sierpnia 1985 w Hanowerze) – niemiecki oficer Waffen-SS w randze SS-Sturmbannführera. Służył w okresie II wojny światowej. Za męstwo został odznaczony Krzyżem Rycerskim Krzyża Żelaznego z Mieczami. Był młodszym bratem zbrodniarza Dietera. W latach 1945–1951 więziony przez Amerykanów i we Francji w związku ze zbrodniami w Tulle i Oradour-sur-Glane, zwolniony.

## Odznaczenia
- Złota Odznaka za Rany
- Srebrna Odznaka Szturmowa Piechoty
- 2 Odznaki za Wysadzenie Czołgu w Indywidualnej Walce
- Krzyż Żelazny
  - II Klasa (27 lipca 1941)
  - I Klasa (1 listopada 1941)
- Złoty Krzyż Niemiecki (25 kwietnia 1943)
- Złota Odznaka za Walkę Wręcz
  - Brązowa (1943)
  - Srebrna (1 kwietnia 1944)
  - Złota (31 marca 1945)
- Krzyż Rycerski Krzyża Żelaznego z Liśćmi Dębu i Mieczami
  - Krzyż Rycerski (30 lipca 1943)
  - 687. Liście Dębu (27 grudnia 1944)
  - 151. Miecze (6 maja 1945)